# Aston Croall
Aston Croall, född 10 juli 1984, är en engelsk rugbyspelare.  Aston spelar oftast i position 1 för Harlequin F.C.. Han har spelat med engelska landslaget under flera år.